# Wolfgang Jöhling
Wolfgang Jöhling (* 1944 in Görlitz) ist ein polnischer Übersetzer, Publizist, Lyriker und Fotograf deutscher Herkunft.

## Leben
Seine Kindheit und Jugend verbrachte Jöhling in seiner Heimatstadt an der deutsch-polnischen Grenze, wo er auch das Abitur ablegte. 1969 schloss er sein Studium an der Universität Leipzig als Diplomdolmetscher und -übersetzer für Polnisch und Russisch ab. 1967/68 studierte er ein Jahr in Posen.
1974 siedelte er nach Polen über und ließ sich in Warschau nieder. 1977 erhielt er die polnische Staatsbürgerschaft.
Seit 1975 war er Redakteur der deutschen Redaktion bei der polnischen Agentur Interpress und arbeitete bereits damals mit der Filmbranche, Kunst- und Wissenschaftsverlagen (Arkady, WAiF, PWN u. a.), dem Sprech- und Musiktheater (Stary Teatr Krakau, Warschauer Kammeroper) sowie der deutschsprachigen Presse zusammen. Dabei hatte er stets die deutsch-polnische Verständigung vor Augen. Seit der Gründung des Polnischen Sprachmittlerverbandes STP 1981 war er dessen ordentliches Mitglied. Seit 1992 ist er als freiberuflicher Übersetzer tätig. 
Eigene Gedichte veröffentlichte er in Literaturzeitschriften beider Länder, vor allem in Anthologien. Außerdem ist er Nachdichter polnischer Lyrik.
Nach Erhalt seines polnischen Passes 1977 begann er in der Welt zu reisen. Die stärksten Eindrücke hinterließen bei ihm einerseits Island, Skandinavien nördlich des Polarkreises, der Ätna, Sibirien, andererseits die Länder der Sahelzone, Kurdistan, Jemen, Oman, Iran, die Länder des Kaukasus und Zentralasiens, Nepal und Namibia. 
Die fotografische Ausbeute dieser Reisen stieß auf das Wohlwollen der Juroren von Fotowettbewerben. Seine bei Wettbewerben mehrfach ausgezeichneten Fotos nutzen der Warschauer Kunst- und Filmverlag WAiF, der Kunstverlag Arkady sowie Foto-, Heim- und Garten- sowie Touristikzeitschriften.
Daneben arbeitete er im Filmstudio Warschau als deutscher Kommentar- und Synchronsprecher, untertitelte polnische Wettbewerbsbeiträge zur Berlinale und spielte eine Nebenrolle in Krzysztof Rogulskis Letzte Runde (Ostatnie okrążenie über den polnischen Olympioniken Janusz Kusociński).

## Werke
Nachstehend eine Auswahl der von ihm aus dem Polnischen übersetzten bzw. mit eigenen deutschsprachigen Beiträgen versehenen Publikationen aus einer Gesamtzahl von etwa einhundert Büchern. 

### Kunst/Kultur
- A. Morawińska: Polnische Malerei von der Gotik bis zur Gegenwart. Warszawa 1984, ISBN 83-221-0248-8
- M. Karpowicz: Barock in Polen. Warszawa 1991, ISBN 83-213-3499-7
- H. Andrzejewska: Polnische Malerei. Warszawa 1997, ISBN 83-221-0657-2/ ISBN 83-01-12329-X
- M. Kwiatkowski: Pałac Prezydenta Rzeczypospolitej Polskiej – Das Palais des Präsidenten der Republik Polen. Warszawa 1998 (Im Auftrag des Staatspräsidenten und ausschließlich als Gastgeschenk zu seiner Verfügung), ISBN 83-86351-20-9
- Krzysztof Gierałtowskis Fotokunst. (Oczyma Krzysztofa Gierałtowskiego) Kraków 2002, ISBN 83-914374-7-7
- Z. Kulik: From Syberia to Cyberia. (Umfangreiches Lexikon zu sämtlichen Lebensbereichen der modernen Welt als Begleitbuch zu einer riesigen Fotocollage, ausgestellt im Herbst 2005 in der Deutschen Akademie der Künste zu Berlin und anschließend in anderen deutschen Museen). Berlin 2005. Druck in einem Exemplar

### Geschichte
- Polska-Niemcy. Tysiąc lat sąsiedztwa – Polen-Deutschland. Tausend Jahre Nachbarschaft. (Wissenschaftlicher Sammelband unter der Schirmherrschaft des Staatspräsidenten Aleksander Kwaśniewski). Warszawa 2000, ISBN 83-86351-33-0
- Polska - Niemcy. Dziś i jutro. / Polen – Deutschland. Heute und morgen. (Wissenschaftlicher Sammelband unter der Schirmherrschaft des Staatspräsidenten Aleksander Kwaśniewski; Bd. 2 der Arbeit aus dem Jahre 2000), Warszawa 2003, ISBN 83-86351-44-6
- Übersetzung der Lokalgeschichtsbuchreihe aus dem Verlagshaus Wokół nas: „... wczoraj ... gestern“ über polnische Städte mit historischen Fotografien
- Görlitz – von der mittelalterlichen Handelsstadt zur Grenzstadt an der Neiße. Nahe Ferne, ferne Nähe. (Wissensch. Sammelband zu den Beziehungen von Görlitz zu Polen. Hier zwei eigene Texte, sämtl. Übers. aus d. Poln., Einbringung dreier zusätzlicher Beiträge aus Polen und Bearbeitung einiger deutscher Texte), Görlitz 2000, ISBN 3-932693-58-2
- Außerdem wurden seine Untersuchungen von historischen deutsch-polnischen Brückenschlägen publiziert

Des Weiteren übersetzte er Bücher aus den Fachbereichen Archäologie, Rechts- und Gesellschaftswissenschaften und auch PR-Literatur über Polen, wie den offiziellen Katalog zur Expo 2000 in Hannover Polen l@dt ein. Für Filme fertigte er seit mehr als 30 Jahren eine nicht mehr zu überblickende Anzahl von Treatments, Drehbüchern, Dialoglisten usw.